# Derek Ibbotson
George Derek Ibbotson (Huddersfield, 17 giugno 1932 – Wakefield, 23 febbraio 2017) è stato un mezzofondista britannico.

## Palmarès
- Giochi olimpici

Melbourne 1956: bronzo nei 5000 metri piani.

## Altre competizioni internazionali
1956
- Oro alla Lotto Cross Cup de Hannut ( Hannut)